# Psednos steini
Psednos steini är en fiskart som beskrevs av Chernova 2001. Psednos steini ingår i släktet Psednos och familjen Liparidae. Inga underarter finns listade i Catalogue of Life.